# 八排瑶
八排瑤，是瑤族的一個分支，主要居住於連南瑤族自治縣。信奉道教，以及拜盤古為祖先，聚居地方有多所盤王廟。八排瑤多數己被漢化，一般八排瑤的樣子跟漢人沒有兩樣。八排瑤的人主要姓唐、盤、房、鄧、李、沈。

## 八排瑤的民族服裝
- 男性：紅色頭巾，黑色衣服及褲子，衣服上有圖案，紅色腰帶，腰帶顏色表示熱情
- 女性：黑色衣服及褲子，衣服上有花邊，白色腰帶，腰帶顏色表示純潔